# 嚴銀召史
貴人嚴氏（귀인 엄씨 ，?—1504年），朝鮮成宗的後宮嬪御，恭慎翁主之母。本貫寧越嚴氏，嚴山壽與南陽洪氏之女，姐姐嚴金召史為丹溪副正李潾（臨瀛大君庶子）之妻。燕山君日記記載其名為「銀召史」（或「銀召伊」），全名為「嚴銀召史」。
嚴氏原為成宗淑儀，成宗後宮雖多，但她與另一位後宮淑容鄭金伊都相當得到成宗的寵愛。傳說由於成宗繼妃尹氏善妒，隨身攜帶毒藥，欲謀害受寵的後宮，使得兩人恐懼之餘，一方面為了保命，另一方面為了爭寵，常常在成宗生母仁粹大妃與成宗面前挑撥。
成宗八年，有人送諺文書信至德宗後宮淑儀權氏（成宗庶母，後封貴人）的私宅，書信上寫著嚴淑儀與鄭淑容意圖謀害王妃尹氏（即廢妃尹氏）與元子（即燕山君）一事，原本要嚴刑拷問兩人，但因鄭氏懷孕而暫緩執行。不過事情發展到最後卻被認為是尹氏陷害後宮的陰謀，也種下尹氏被廢賜死的因果。
成宗死後嚴氏與鄭氏皆晉級為正二品昭儀，沒想到燕山君即位後認為嚴、鄭兩人是陷害母親的主謀，為了替母親報仇，將她兩人殘忍的殺害，事後還將嚴、鄭二人貶為庶人。儘管嚴氏父親年齡超過八十歲，兄長嚴誨也過繼給他人，依法不必連坐，但還是被憤怒的燕山君下令處斬，嚴氏所生的恭慎翁主以及鄭氏所生的靜惠翁主也都被流放到外地。中宗反正後，追封嚴氏和鄭氏為貴人。

## 家族
| 称谓 | 姓名                 | 备注                                                 |
| ---- | -------------------- | ---------------------------------------------------- |
| 曾祖 | 严有温               |                                                      |
| 祖父 | 严克仁               |                                                      |
| 祖母 | 全州崔氏             |                                                      |
| 父   | 严山寿（1423－1504） | 中宗继位后与次子、三子同时被追赠为通政大夫工曹参议。 |
| 母   | 南阳洪氏             |                                                      |
| 兄   | 严训                 |                                                      |
| 兄   | 严诲（1455－1506）   | 过继给叔父严松寿。                                   |
| 兄   | 严诫（1456－1506）   |                                                      |
| 姐   | 严金召史             | 丹溪副正妻。                                         |
| 妹   | 严末今               | 庶出，许则同妻。                                     |

## 附註
1. ↑  《嚴山壽墓碣》……府君姓嚴氏，諱山壽，籍出寧越……
2. ↑  本名「鄭金伊」，生有兩子一女，安陽君、鳳安君、及靜惠翁主。
3. ↑  雖然燕山君追究責任時權氏也被牽連，但此書信是否是權氏為陷害尹氏而刻意製造，或是權氏剛好被選中投遞書信並無法確定，畢竟她與尹氏之間似乎沒有太多關聯。
4. ↑  《燕山君日記》54卷，燕山君10年（1504年 / 甲子年 / 明弘治17年）6月27日（丙戌）
  - 傳曰：「銀召伊、鄭金伊、於里尼、豆大等亦依克均等例，瀦家，立石紀罪，埋屍處竝立石。」又令金勘等製罪名文。銀召伊卽成宗後宮昭儀嚴氏，鄭金伊卽成宗後宮昭儀鄭氏，於里尼卽成宗保母，豆大成宗時典言也。
5. ↑  燕山 52卷, 10年(1504 甲子 / 명 홍치(弘治) 17年) 3月 26日(丁亥)

○丁亥/下御書曰：

嚴氏、鄭氏犯重罪, 已貶爲庶人。 其初受賜奴婢及田地, 無遺推刷, 令勿齒後宮, 其子亦勿視宗親。
6. ↑  《中宗實錄》1卷，中宗元年（1506年 / 丙寅年 / 明正德元年）10月27日（壬申） 
  - 壬申/傳曰：「成宗昭儀嚴氏、鄭氏, 復爵禮葬。」
7. ↑  《中宗實錄》1卷，中宗元年（1506年 / 丙寅年 / 明正德元年）11月11日（丙戌） 
  - 傳曰：「卒嚴貴人、鄭貴人（被害於燕山。）三年祭物，磨鍊題給。」